# LEGO スター・ウォーズ/たたかえ!レジスタンス
『LEGO スター・ウォーズ/たたかえ!レジスタンス』(Lego Star Wars: The Resistance Rises)は、レゴシリーズとルーカスフィルム・アニメーションによるアニメーションシリーズである。
アメリカでは、2016年2月5日から5月4日までディズニーXDで放送した。

## 概要
ヒーローたちが登場する、「フォースの覚醒」以前の語られなかった5つのショートストーリー。